# Haleavîn, Cernihiv
Haleavîn (în ucraineană Халявин) este localitatea de reședință a comunei Haleavîn din raionul Cernihiv, regiunea Cernihiv, Ucraina.

## Demografie
Componența lingvistică a localității Haleavîn
     Ucraineană (96,66%)
     Rusă (2,43%)
     Alte limbi (0,81%)
Conform recensământului din 2001, majoritatea populației localității Haleavîn era vorbitoare de ucraineană (96,66%), existând în minoritate și vorbitori de rusă (2,43%).